# Chris O'Dowd
Chris O'Dowd (Boyle, 9 de Outubro de 1979) é um ator e comediante irlandês. 

## Carreira
É mais conhecido por seu papel como Roy Trenneman na série do Channel 4, The IT Crowd. No cinema, ele apareceu em Missão Madrinha de Casamento (2011), Bem-vindo aos 40 (2012), Música da Alma (2012), Thor: O Mundo Sombrio (2013), Calvário (2014) e Um Santo Vizinho (2014). O'Dowd criou e estrelou a série de televisão premiada com o Emmy, Moone Boy, que foi ao ar na Sky One entre 2012 e 2015. O'Dowd também co-escreveu alguns livros baseados na série: Moone Boy: The Blunder Years (publicado em maio de 2015), Moone Boy: The Fish Detective (outubro de 2015), Moone Boy: The Notion Potion (setembro de 2017), e um livro de atividades, Moone Boy: The Marvelous Activity Manual (maio de 2017).
Desde 2017, ele aparece como Miles Daly na telessérie estadunidense Get Shorty da Epix. Ele também teve um papel recorrente na série de comédia dramática Girls da HBO. Sua atuação em State of the Union, lhe rendeu um Emmy Award de melhor ator em série de comédia ou drama. Ele também foi indicado ao Tony Award por seu papel na adaptação teatral de Ratos e Homens em 2014.

## Vida pessoal
O'Dowd é casado desde 26 de agosto de 2012 com Dawn O'Porter. Em 1 de fevereiro de 2015, o casal anunciou no Twitter o nascimento do seu filho, Art O'Porter. Em 1 de julho de 2017, O'Porter deu à luz seu segundo filho, Valentine.

## Filmografia

### Cinema
| Ano  | Título                                       | Papel                    | Notas                                                                                           |
| ---- | -------------------------------------------- | ------------------------ | ----------------------------------------------------------------------------------------------- |
| 2003 | Conspiracy of Silence                        | James                    |                                                                                                 |
| 2004 | Vera Drake                                   | Cliente do Sid           |                                                                                                 |
| 2005 | Festival                                     | Tommy O'Dwyer            | BAFTA Scotland Award de Melhor Ator em Filme Escocês                                            |
| 2007 | Hotel Very Welcome                           | Liam                     |                                                                                                 |
| 2008 | How to Lose Friends & Alienate People        | Post Modern Review staff |                                                                                                 |
| 2009 | The Boat That Rocked                         | "Simple" Simon Swafford  |                                                                                                 |
| 2009 | Frequently Asked Questions About Time Travel | Ray                      |                                                                                                 |
| 2010 | Hippie Hippie Shake                          | Felix Dennis             |                                                                                                 |
| 2010 | Dinner for Schmucks                          | Marco                    |                                                                                                 |
| 2010 | Gulliver's Travels                           | General Edward           |                                                                                                 |
| 2011 | Bridesmaids                                  | Oficial Nathan Rhodes    | IFTA Award de Melhor Ator Coadjuvante Nominado—Screen Actors Guild para melhor elenco no cinema |
| 2011 | Friends with Kids                            | Alex                     |                                                                                                 |
| 2012 | 3,2,1... Frankie Go Boom                     | Bruce                    |                                                                                                 |
| 2012 | The Sapphires                                | Dave                     | AACTA Award de Melhor Ator                                                                      |
| 2012 | This Is 40                                   | Ronnie                   |                                                                                                 |
| 2013 | Epic                                         | Grub                     | Voz                                                                                             |
| 2013 | The Double                                   | Nurse                    |                                                                                                 |
| 2013 | Thor: The Dark World                         | Richard                  |                                                                                                 |
| 2014 | Calvary                                      | Jack Brennan             |                                                                                                 |
| 2014 | Cuban Fury                                   | Drew                     |                                                                                                 |
| 2014 | St. Vincent                                  | Professor Geraghty       |                                                                                                 |
| 2022 | Slumberland                                  | Philip                   |                                                                                                 |

### Televisão
| Ano             | Título                          | Papel                   | Notas                                                                     |
| --------------- | ------------------------------- | ----------------------- | ------------------------------------------------------------------------- |
| 2003            | Red Cap                         | Bernie Maddox           | Episódio: "Crush"                                                         |
| 2003-2005       | The Clinic                      | Brendan Davenport       | Série regular Nominado—IFTA Award de Melhor Ator Coadjuvante em Televisão |
| 2005            | The Year London Blew Up: 1974   | Dowd                    | Telefilme                                                                 |
| 2006            | Showbands II                    | Mervin Mooney           | Telefilme Nominado—IFTA Award de Melhor Ator Coadjuvante em Televisão     |
| 2006            | The Amazing Mrs Pritchard       | Diretor                 | 2 episódios                                                               |
| 2006            | Doc Martin                      | Jonathan Crozier        | Episódio: "On the Edge"                                                   |
| 2006–2010, 2013 | The IT Crowd                    | Roy Trenneman           | Elenco principal                                                          |
| 2007            | Roman's Empire                  | Jase                    | Série regular                                                             |
| 2009            | FM                              | Lindsay                 | Elenco principal                                                          |
| 2010            | Little Crackers                 | Ele mesmo/Papai Noel    | Episódio: "Chris O'Dowd's Little Cracker: Capturing Santa"                |
| 2011            | The Crimson Petal and the White | William Rackham         | Nominado—IFTA Award de Melhor Ator de TV                                  |
| 2011–2012       | Family Guy                      | Butler Contestant Guard | Voz Episódios: "Lottery Fever" e "Viewer Mail #2"                         |
| 2012–2013       | Girls                           | Thomas John             | 5 episódios                                                               |
| 2012–2015       | Moone Boy                       | Sean Murphy             | Criador, escritor e ator Emmy Internacional de Melhor Série de Comédia    |
| 2013            | Monsters vs. Aliens             | Dr. Cockroach           | Voz                                                                       |
| 2013            | Family Tree                     | Tom Chadwick            | Elenco principal                                                          |
| 2025            | Black Mirror                    | Mike                    | Temporada 7 - Episódio 1 - "Common People"                                |